# 美洲狮 (我为喜剧狂)
《美洲狮》（Cougars）是美国情景喜剧《我为喜剧狂》第2季的第7集，也是整个剧集的第28集，由剧集助理执行制片人約翰·瑞吉编剧，迈克尔·英格勒执导，2007年11月29日通过全国广播公司在美国首播。客串出演本集的演员包括凯文·布朗、劳拉·贝里奥斯（Laura Berrios）、格里兹·查普曼、瓦尔·艾米克、阿兰·H·格林（Alan H. Green）、伊恩·海兰德（Ian Hyland）、约翰·卢兹、肖恩·莫兰（Sean Moran）、马里克·潘考利、拉尔夫·皮维（Ralph Peavy）、格雷格·斯卡尼塞、布莱克·泰勒·贝尼特兹（Blake Tyler Benitez）和马克·维埃拉（Mark Viera）。
在这一集中，全国广播公司电视节目《与崔西·乔丹》的首席编剧丽兹·莱蒙（Liz Lemon，蒂娜·菲饰）开始与一位名叫杰米，年仅22岁的咖啡送货男约会，两人年龄相差17岁，但这次约会倒并不糟糕。可是当丽兹见到杰米的母亲（劳拉·贝里奥斯饰）后，情况尴尬了。节目女演员简娜·玛隆妮（Jenna Maroney，简·科拉克斯基）也给自己找了个年纪较小的男友。剧组编剧弗兰克·罗斯塔诺（Frank Rossitano，贾达·弗雷德兰德饰）也迷上了杰米。与此同时，通用电气副总裁杰克·唐纳吉（Jack Donaghy，亚历克·鲍德温饰）帮助男演员崔西·乔丹（Tracy Jordan，崔西·摩根饰）执掌一支少年棒球联盟队伍。

## 剧情
丽兹被新近开始给公司送咖啡的一位年仅22岁的男子迷上了，经过一段时间的犹豫后，她同意与这个叫杰米的男生约会。约会前，丽兹又有些却步，但女演员简娜·玛隆妮在旁鼓励，宣称丽兹是头美洲狮，是个扑向年轻猎物的性感熟女。受到鼓励的丽兹与杰米的初次约会很成功，两人于是约定再来第二次约会。丽兹在约会开始前到杰米的公寓去叫他出门，但却发现对方还和妈妈住在一起，而且这位母亲看起来和丽兹非常相似。
《与崔西·乔丹》的编剧之一弗兰克·罗斯塔诺发现自己也被杰米迷住了，意外之下，他开始对自己的性取向产生疑问。他甚至试图和丽兹争抢与杰米约会的机会，但没有成功。之后，弗兰克意识到自己除杰米外，对别的男人都没有兴趣，所以自己不是同性恋。
把丽兹“变”成美洲狮后，简娜也打算做头美洲狮，于是他开始与纽约大学一个名叫艾登（Aiden）的新生约会。可之后艾登开始玩掌上游戏，表现得仿佛简娜是他妈妈一样，受不了的简娜于是也与对方分手了。
男演员崔西·乔丹被法院勒令做社区服务，他需要执掌一支少年棒球队。可这支球队所在的“猪脚海滩”（Knuckle Beach）偏偏是“纽约最糟糕的社区”。杰克同意帮助崔西，他代表全国广播公司的母公司西恩哈特假发公司向球队捐献了制服。可他发现即便有自己和崔西的努力，球队还是没什么进展，于是他找来电视台杂工跟班肯尼斯·帕塞尔（Kenneth Parcell，杰克·麦克布瑞尔饰）取代崔西掌教。可是队员们发现崔西被替换后竟然开始暴动，杰克于是与崔西结成同盟，由崔西的两位跟班保镖达特·康·斯莱特里和格里兹·格里斯伍德取代球队成员。

## 制作
《美洲狮》由《我为喜剧狂》的助理执行制片人約翰·瑞吉编剧，迈克尔·英格勒导演，这已经是瑞吉第4次担任剧集编剧，英格勒第5次执导。节目主要是于2007年10月5日在纽约皇后区的长岛市拍摄的。节目播出并插播广告时，《我为喜剧狂》的演员以其剧中角色身份出现在美国运通的广告中。其中肯尼斯把一份名为“罗德尼秘密”（Secret Rodney）的圣诞礼物送给《我为喜剧狂》的其他多位角色。这段广告播出的目的是为了阻止那些通过数字视频录像机观看节目的观众用快进跳过广告时段。
节目的标题《美洲狮》（Cougars）是一个美国流行文化辞汇，意思是“与较自己年幼男性约会的女人”。在本集节目中，简娜以“美洲狮”来称呼自己和丽兹，因为两人都正在和比自己年轻的男性约会。扮演杰米的瓦尔·艾米克表示自己“被（蒂娜·菲）吓到了”，而且程度比他之前和任何人合作时都要严重。而面对记者有关与菲合演《我为喜剧狂》有没有什么收获时，他的回答是“普通人也可以呆在演艺圈”。他形容菲“诙谐、聪慧（而）性感”。

## 反响
《美洲狮》在美国首播时吸引了580万户家庭观看，在18-49岁年龄段人群中收获了2.5 / 6的收视率。这意味着全美所有该年龄段人群有2.5%收看节目首播，而在该时段有看电视的该年龄段观众群中有6%选择《美洲狮》。这集也是播出时段18-34岁男性观众收视率最高的节目。相比之下，哥伦比亚广播公司的《幸存者：中国》有1380万观众收看，美国广播公司重播的一集《丑女贝蒂》有650万观众观看，福克斯广播公司的《和五年级生比一比》吸引了900万观众。
美国在线电视小队的鲍勃·巴松尼（Bob Sassone）认为这集中最出色的故事线索是崔西·乔丹和杰克·唐纳吉的部分，因为其中有对布什和伊拉克的隐喻，还有亚历克·鲍德温打扮成道格拉斯·麦克阿瑟的模样，身后是2003年任务完成演讲的标志。IGN网站的罗伯特·坎宁（Robert Canning）则认为最棒的故事线索是围绕丽兹和杰米的情节，他给节目的评分为8（最高为10）。《电视指南》杂志的马特·韦伯·米托维奇（Matt Webb Mitovich）认为这一集中“有这么多风趣的台词”，让他“像个傻瓜一样咯咯笑，吃吃笑再加上LOL（放声大笑）”。他喜欢“‘美洲狮’的情节”，称其“乐趣无穷，因为丽兹感到尴尬时就是她（表现）最棒的时候”。《娱乐周刊》的杰夫·拉布雷克（Jeff Labrecque）称“简娜的安珀警戒面对手持汽水瓶，脚踏暴走滑翔鞋的青少年后失效了”的情节是“无价之宝”。他还把弗兰克和杰米之间的相互作用与《办公室》里迈克尔·斯科特（Michael Scott，史蒂夫·卡瑞尔饰）和瑞恩·霍华德（Ryan Howard，B·J·诺瓦克饰）的关系相提并论。